# فرانسيس أويمت

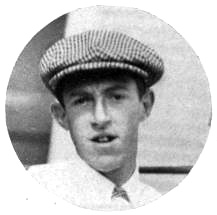
فرانسيس عام 1913

فرانسيس أويمت (بالإنجليزية: Francis Ouimet) (8 مايو 1893 - 2 سبتمبر 1967)، هو لاعب غولف أمريكي فاز ببطولة الولايات المتحدة المفتوحة للغولف عام 1913 وبطولة الولايات المتحدة للغولف للهواة مرتين عام 1914 و1931.

## حياته
ولد فرانسيس في 8 مايو عام 1893 في منطقة بروكلين بولاية ماساتشوستس لأب من أصول فرنسية كندية وهو آرثر أويمت وأم من أصول إيرلندية وهي ماري إلين. نشأ وترعرع لأسرة فقيرة حيث برزت موهبته في الغولف في سن مبكرة. تزوج ستيلا سولايفن في 18 سبتمبر 1918 وأنجب منها إبنتان. توفي في 2 سبتمبر عام 1967 بعمر يبلغ 74 عاما.

## مسيرته

فرانسيس أويمت في بطولة الولايات المتحدة المفتوحة عام 1913

بدأ فرانسيس هواية الغولف في سن مبكرة بعمر إحدى عشرة سنة، كان يمارس هوايته بإستمرار إلا أن لاحظ والده موهبته، شارك في عدة بطولات أثناء دراسته في الثانوية ونمت موهبته وأثار إعجاب الناس من حوله. أحرز أول ألقابه عام 1913 في بطولة الولايات المتحدة للغولف بعمر العشرين عام، في العام الذي يليه 1914 فاز في ثاني ألقابه في بطولة الولايات المتحدة للهواة كما أحرز نفس البطولة للمرة الثانية في 1931.

## الإرث
يعتبر فرانسيس أحد أبرز لاعبي الغولف في تاريخ اللعبة سميت العديد من قاعات مباني الغولف بإسمه تكريما لإنجازاته كما حصل في عام 1955 على جائزة جونز بوب وهي أكبر جائزة تقديرية تمنحها جمعية الولايات المتحدة للغولف إلى لاعبي الغولف.
بني له تمثال تكريما له في مسقط رأسه في بروكلين في ولاية ماساتشوستس.
في 1988 طبعت صورة فرانسيس أويمت في 25 سنت المتخصصة لخدمة الطابع البريدي تخليدا لذكراه.
كتب الكاتب مارك فروست في عام 2002 كتاب يتناول سيرة أويمت وحياته وإنجازه في بطولات الولايات المتحدة المفتوحة للغولف بعنوان "أفضل لاعب غولف من أي وقت مضى"، استعانت شركة والت ديزني بهذا الكتاب لإنتاج فيلم يخص حياة فرانسيس أويمت الذي عرض في السينما عام 2005 وقام بتمثيل دور أويمت الممثل شيا لابوف وهو من إخراج بيل باكستون وإنتاج لاري بريزنر.